# Muzeul Căilor Ferate Armene
Muzeul Căilor Ferate Armene (în armeană Հայաստանի երկաթուղու թանգարան) este un muzeu feroviar din Erevan, Armenia.
Pe 31 iulie 2009, compania Căilor Ferate ale Caucazului de Sud, un operator feroviar din Armenia deținut de Căile Ferate Ruse, a inaugurat Muzeul Căilor Ferate în clădirea gării Erevan. Conform inginerului-șef Sergey Harutyunyan, deschiderea muzeului a fost programată să coincidă cu Ziua Internațională a Căilor Ferate, sărbătorită pe 2 august 2009.
În muzeu este prezentată întreaga istorie a căilor ferate din Armenia, începând din 1896 și până în prezent. Sunt expuse 10 panouri informative, fiecare ilustrând o anumită perioadă din istoria feroviară a țării. Expoziția permanentă include copii ale actelor care documentează construcția trecerilor la nivel în Armenia, fotografii ale vechilor trenuri, modele de trenuri vechi și noi, precum și echipament feroviar. Unele din exponate sunt cadouri din partea Căilor Ferate Ruse. Obiecte mai mari sunt expuse într-o grădină adiacentă în care se poate intra dinspre muzeu. O locomotivă din anii 1930, număr de serie 3ա705-46, și un vagon care anterior găzduia obiecte din timpul construcției sistemului feroviar din Caucaz, sunt garate pe o linie din stația de călători. În perioada sovietică nu a funcționat un muzeu feroviar, ci doar o mică expoziție de obiecte din domeniu amenajată în vagonul garat și la acea vreme pe una din linii. După inaugurarea muzeului în 2009, exponatele au fost mutate în sala de expoziții.
Muzeul Căilor Ferate Armene este deschis publicului în zilele lucrătoare, de luni până vineri, între orele 10:00-17:00. Pentru fiecare exponat sunt afișate legende explicative în limbile armeană și rusă.

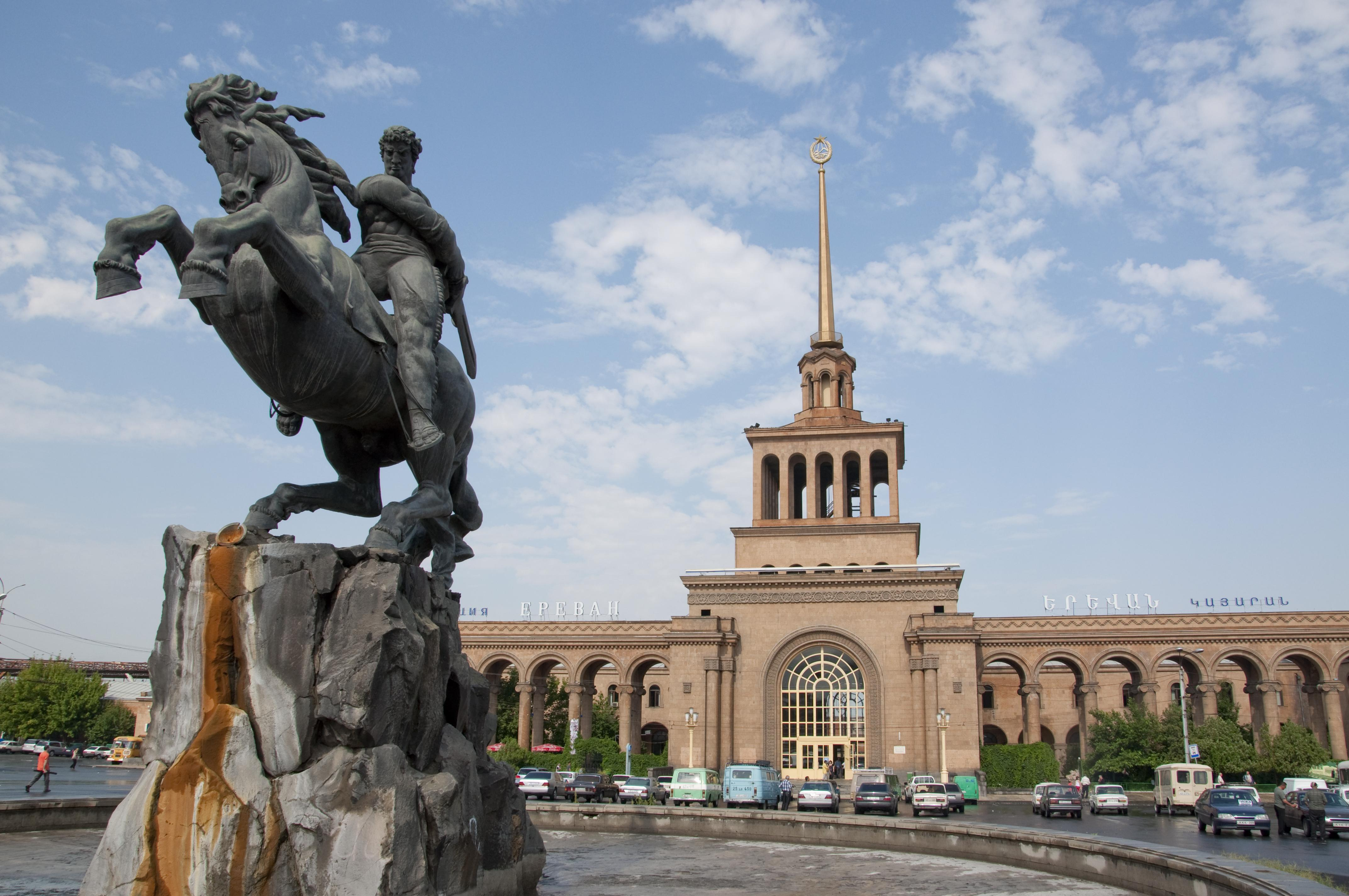
Clădirea gării Erevan
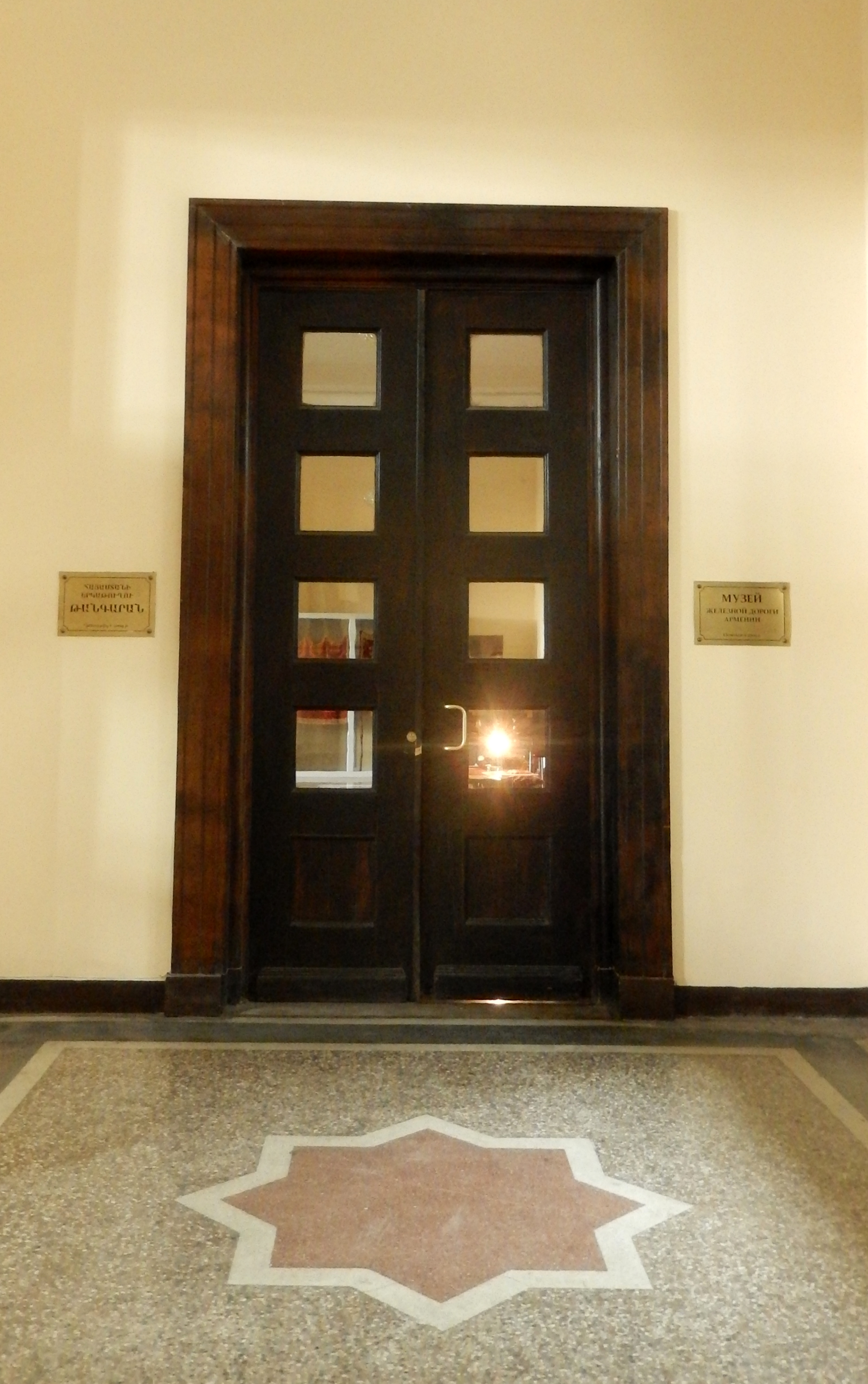
Intrarea în muzeu
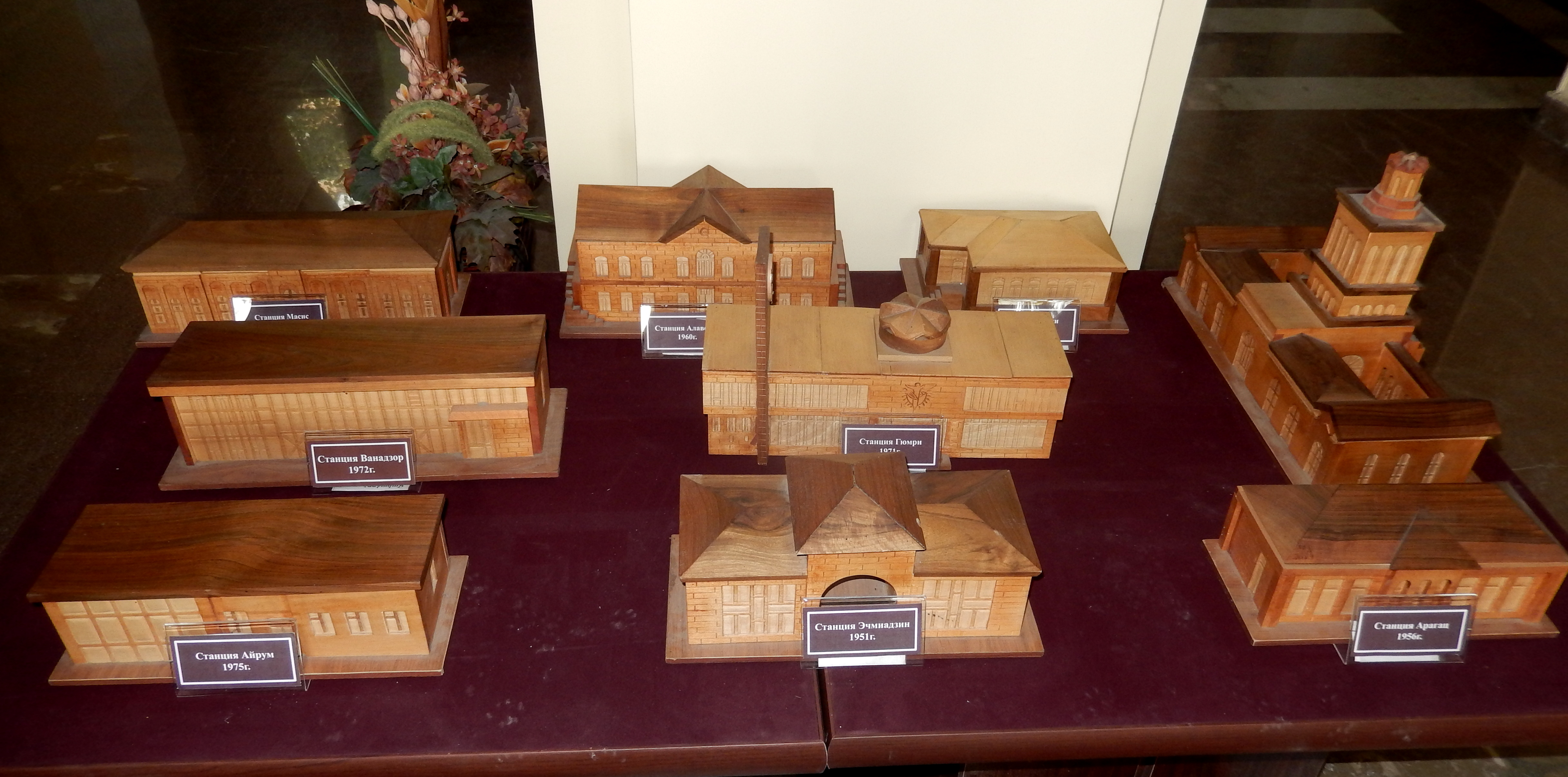
Modele de gări din Armenia
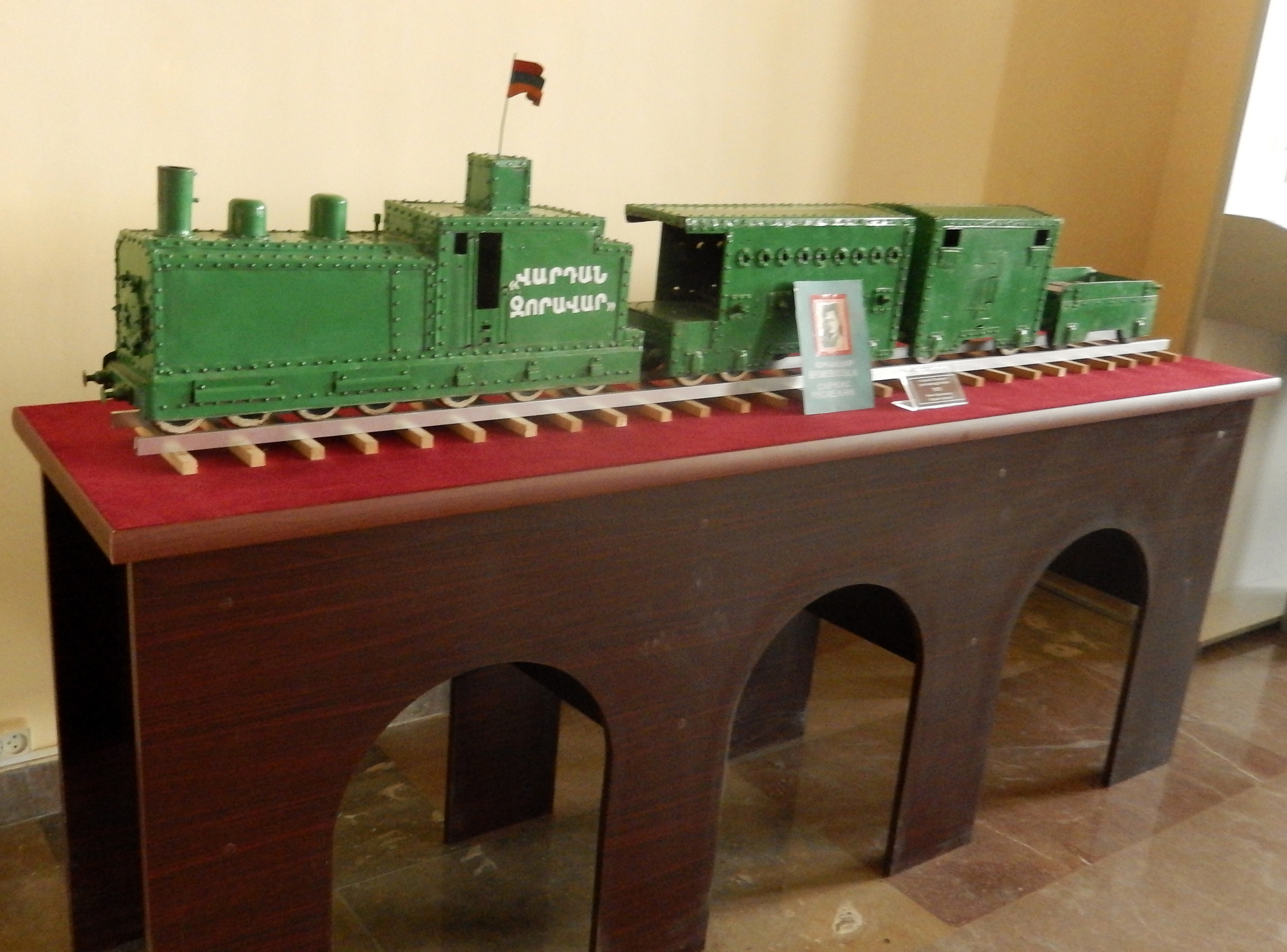
Vardan Zoravar (Vardan – liderul militar), copie redusă a trenului blindat
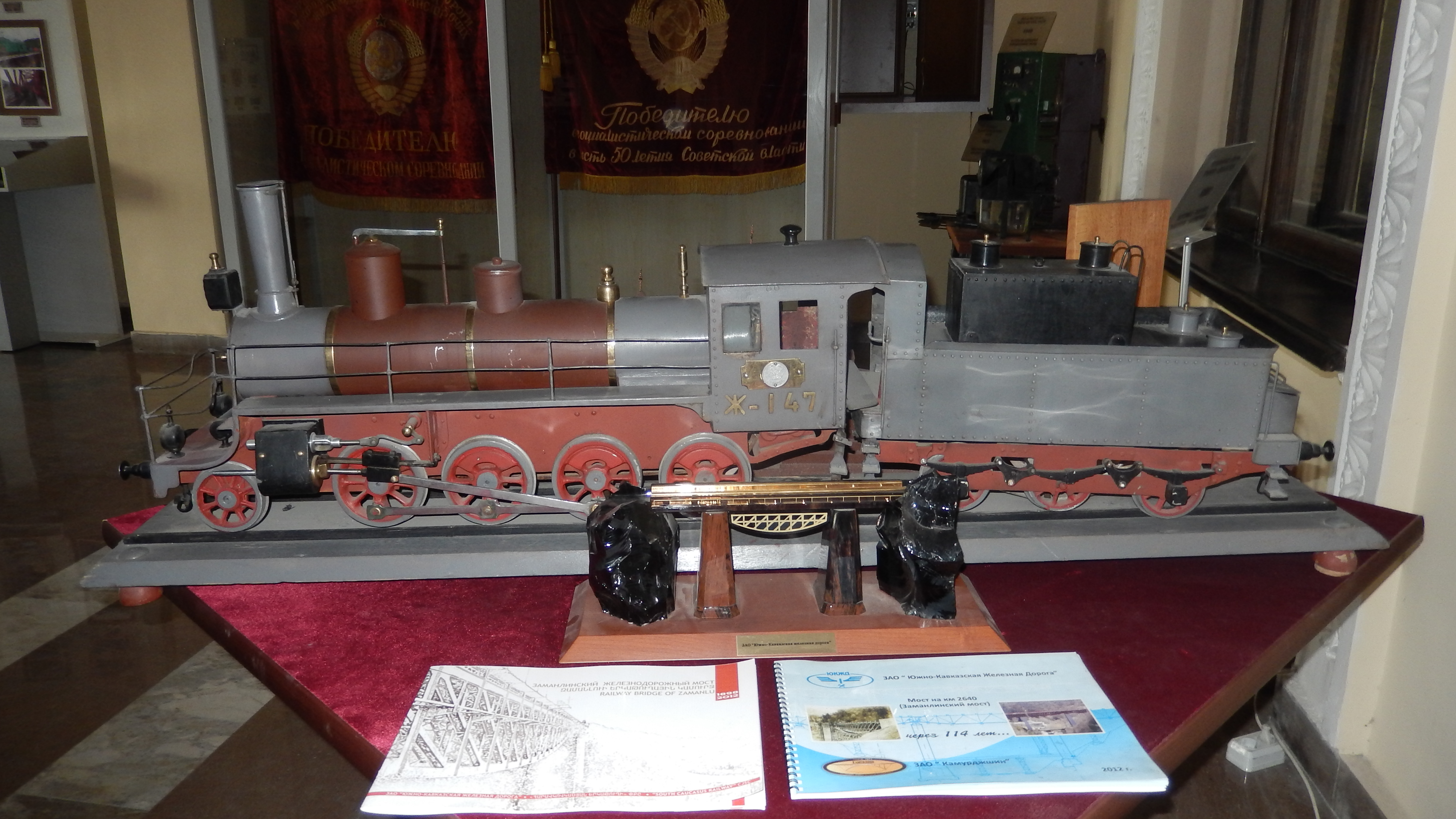
Model de locomotivă
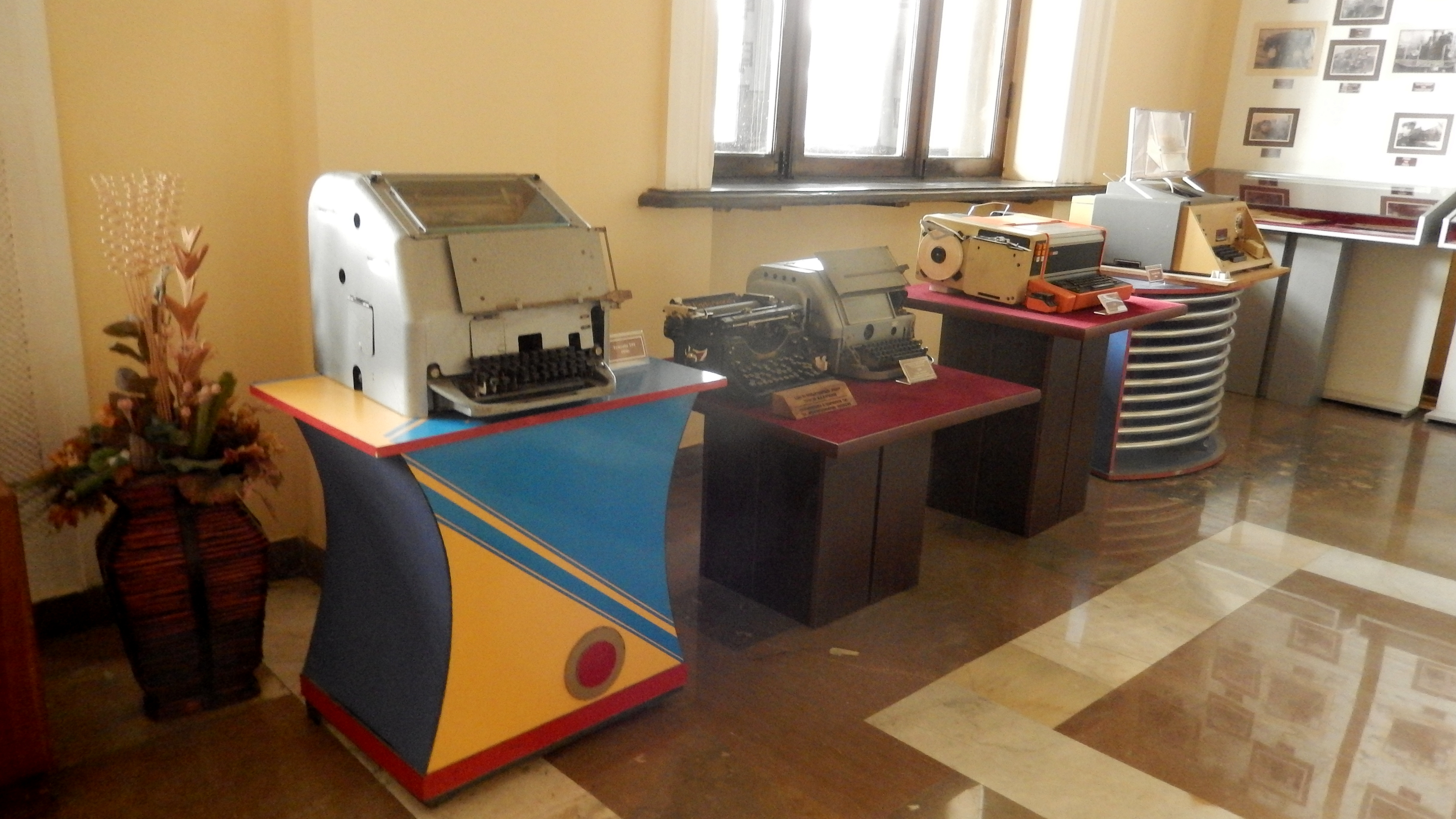
Echivalent folosit în gară
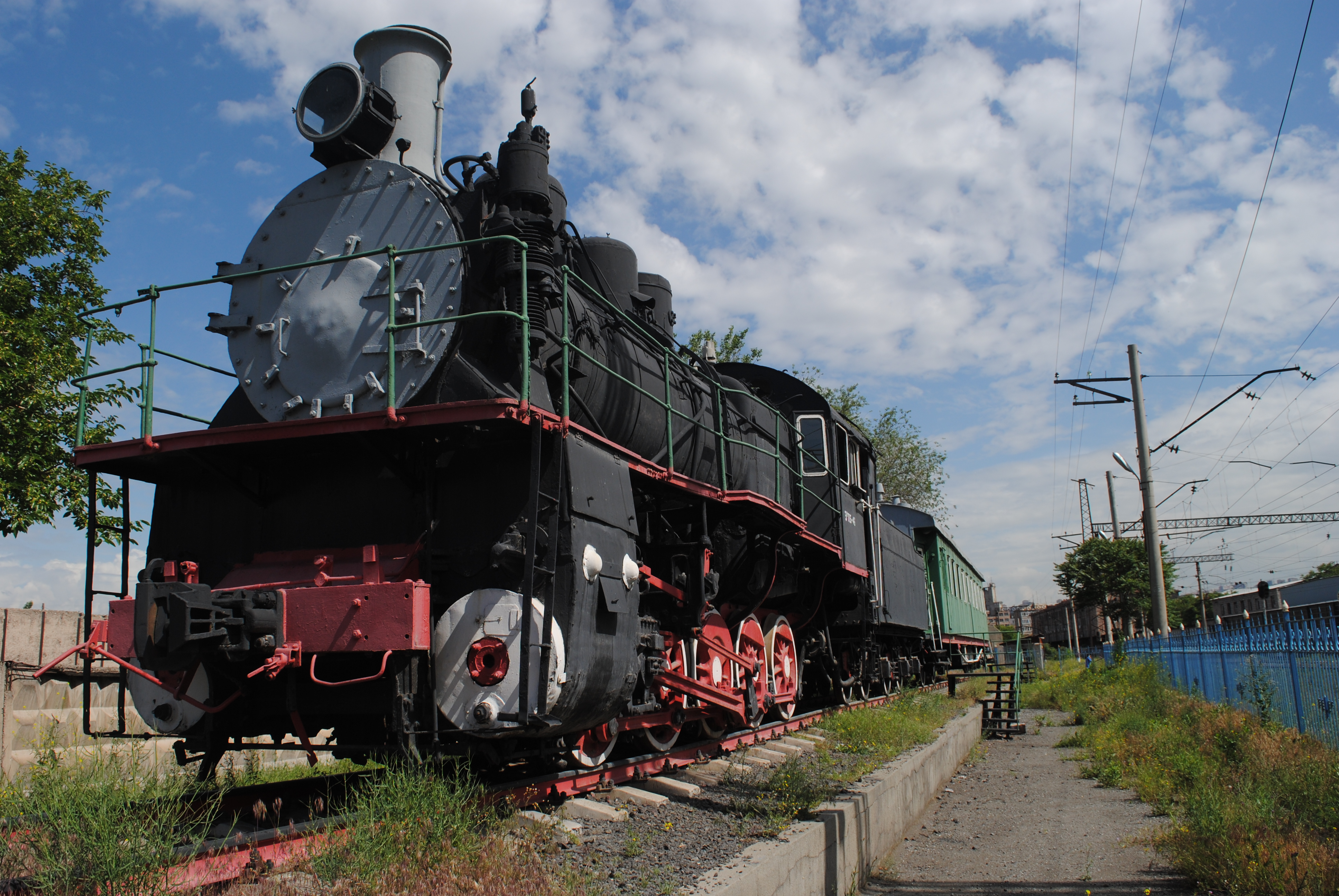
Locomotiva 3ա705-46 și un vechi vagon